# Eupithecia blancheata
Eupithecia blancheata là một loài bướm đêm trong họ Geometridae.